# Сиверс, Максимилиан фон
Максимилиан фон Сиверс (1857—1919) — прибалтийский немец, ландрат, общественный деятель и лесовод. Президент Балтийского союза лесоводов, президент Лифляндского общеполезного и экономического общества (1900—1902). Ландрат Лифляндской губернии (1898—1912).
Совместно с Вальтером фон Энгельгардтом создал дендрологический парк в Скривери.

## Биография

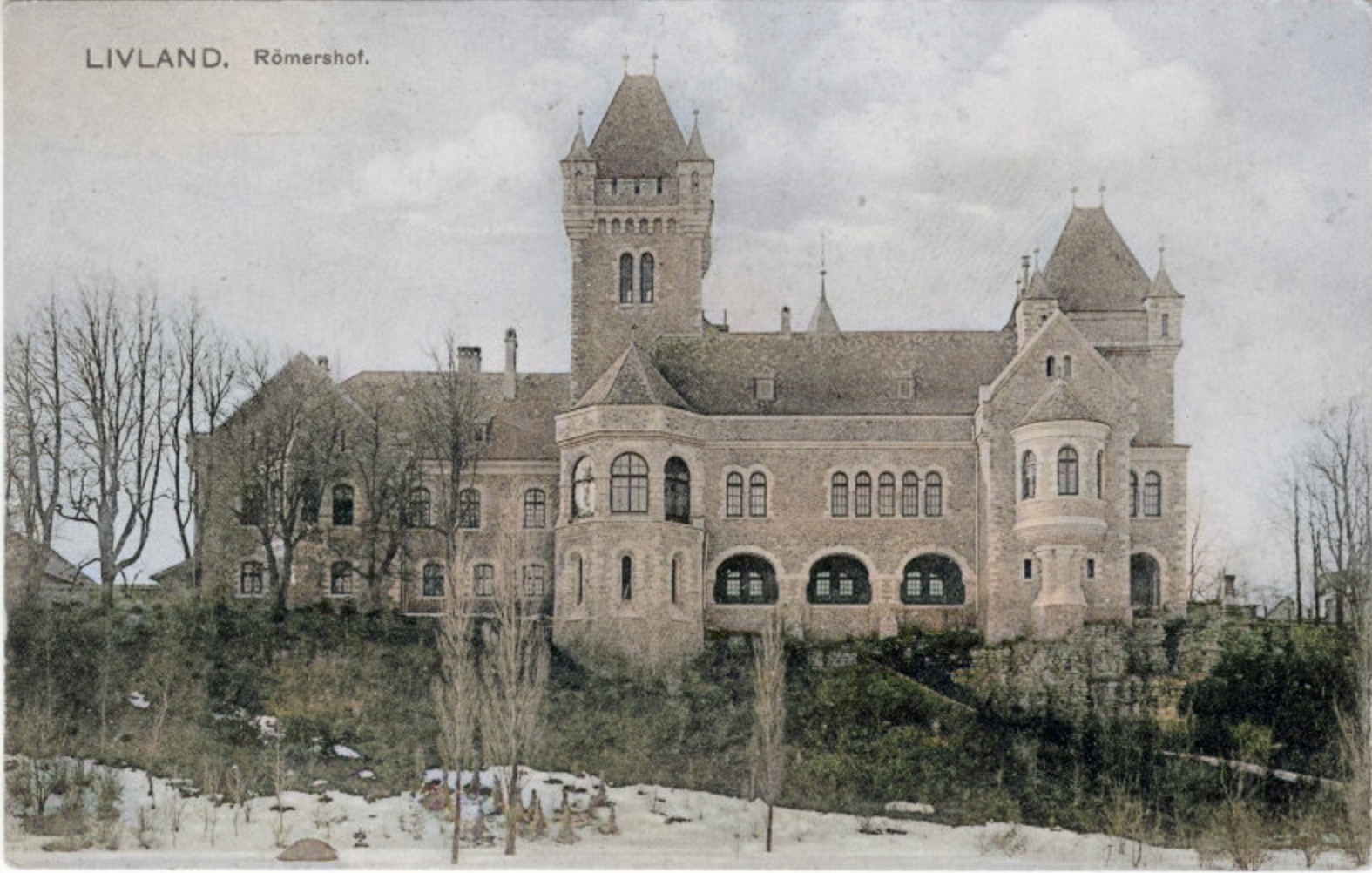
Замок Рёмерсхоф

Родился в Дерпте 16 (28) августа 1857 года в дворянской семье. Детство провел в Ойзу, в поместье своего отца Августа Петера Александра фон Сиверса, лифляндского ландрата. Среди его родственников были и известные в обществе люди — лесоводы, поэты, политики, экономисты, под влиянием которых у мальчика с ранних лет развился стойкий интерес к природе и лесному хозяйству. Окончив среднюю школу в 1875 году, он поступил в Дерптский университет, где изучал естественные науки (1875—1876) и экономику (1877—1878), получив степень кандидата университета в 1879 год. Во время учёбы Сиверс его всё больше привлекала дендрология и экономика лесного хозяйства. Женился 6 декабря 1880 года на дочери барона Георга фон Лилиенфельда, Мадлен.
После смерти отца в 1881 году он стал владельцем поместий Скривери, Залабмуйжа и Вейбе. В Скривери им был построен новый усадебный дом, в неороманском стиле (Замок Рёмерсхоф). В 1891 году М. фон Сиверс посадил первые деревья в усадебном парке, создав свой собственный дендрарий.
В 1887 году был избран депутатом Рижского и Валмиерского округов, в 1898 году — Лифляндским ландратом.
Во время революции 1905 года он устроил в замке штаб-квартиру организации самообороны лифляндского дворянства («Selbstschutz»). Революционеры захватили и сожгли его, но Сиверс восстановил замок. Во время Первой мировой войны Скривери долгое время находился в прифронтовой зоне и был разрушен немецкой артиллерией с противоположного берега Даугавы.
Стремился добиться переселения волынских и поволжских немцев в Лифляндию и основал немецкую крестьянскую колонию в своём поместье Вейбе (Winterfeldt). Не получив политической поддержки, в 1912 году он вышел из состава Лифляндского ландтага.
После того, как в сентябре 1917 года немецкая армия заняла Ригу, Сиверс стал председателем Совета Лифляндского дворянства и рассчитывал на присоединения Прибалтийского края к Германской империи. Когда началась война за независимость Латвии, он работал над созданием Латвийской национальной гвардии (Landesvere). После взятия Риги Красной армией он бежал в Лиепаю, где и умер 9 января 1919 года.

## Ботанические исследования
Оригинальные теоретические идеи М. фон Сиверса о биотипах видов и значении семенного происхождения были унаследованы в современной популяционной биологии и экспериментальной экологии древесных растений. Для проверки своих концепций он создал в своем поместье Скривери лесную плантацию площадью 521 га и дендрарий площадью 18,7 га, в котором 590 видов деревьев умеренного климата Северного полушария были размещены в 19 флористических географических зонах с учётом их экологических требований. Этот принцип впоследствии использовался при создании дендрариев и в других странах. Такие дендрарии значительно более информативны для исследовательских и образовательных целей, а также лучше обеспечивают видовую чистоту семян, поскольку вероятность гибридизации здесь значительно ниже, чем в обычных коллекционных посадках. Сиверсом было опубликовал более 100 статей по вопросам дендрологии и лесного хозяйства, в их числе:
- Verzeichis der in Livland anbauwürdigen Gehölze. — Riga, 1892. (монография)
- Zuschrift. Land — und forstwirtschaftlihe Zeitung. — 1894.
- Anleitung zum Unterscheiden einiger oft verweckselten Gehölzarten. Land- und forstwirtschaftlihe Zeitung. — 1894. — 39 s.
- Über Einbürgerung fremden Wildarten in Livland // Baltische Wochenschrift. — 1896. — 36 s.
- Ueber der forstlichen Anbau wertvoller Laubgehölze // Baltische Wochenschrift. — 1898. — 13 s.
- Anbau fremdländischer Forstgehölze in den baltischen Provinzen. — 1899. — 31 s.
- Dendrologische Mitteilungen // Baltische Wochenschrift. — 1890. — 43 s.
- An unsere Waldbesitzer und Förster // Baltische Wochenschrift. — 1890. — 45 s.
- Zur Unterstützung unseres land- und forstwirtschaftlichen Localhandels // Baltische Wochenschrift. — 1886. — 18 s.
- Zur Lösung der Jagdtfrage in Livland // Baltische Wochenschrift. — 1898. — 25 s.
- Expedition nach Britisch-Columbien // Baltische Wochenschrift. — 1900. — 29 s.
- Die pflanzengeographische Anlage in Roemershof. — Dorpat: Acta Horti Bot. Univers. Imper. Jurjewensis, 1900.
- Die förstlichen Verhältnisse der Baltischen Provinzen. — Riga, 1903. (монография)
- Ueber den Einfl uss der Samenprovenienz auf dem Baumwuchs // Land- und forstwirtschaftlihe Zeitung. — 1903. 42 s.
- О влиянии происхождения семян на рост деревьев // Сборник вводных докладов Х Всероссийского лесохозяйственного съезда в г. Риге. — СПб., 1903.
- Dendrologische Geographie // Mitteilungen d. Deutsch. Dendrol. Gesellschaft. — 1912. — 12 s.
- Zur Frage der Rentabilität von Waldkulturen // Baltische Wochenschrift. — 1913. — 32 s.
- Berg, F., Sivers, M. Die räumliche Ordnung im Park // Mitteilungen d. Deutsch. Dendrol. Gesellschaft. — 1913. — 22 s.
- Über die Entwicklung der Pfl anzentypen durch Anpassung an Boden und Klima // Baltische Wochenschrift. — 1913. — 26 s.